# Miss Independent
Singles de Kelly Clarkson
A Moment Like This
(2002) Low
(2003)
Pistes de Thankful
The Trouble With Love Is Low
Miss Independent est le second single du 1er album de la chanteuse américaine Kelly Clarkson, Thankful sorti en 2003. 
Le single s'est vendu à plus d'un million d'exemplaires, et est certifié  Or aux États-Unis.
En 2004, le single était nommé dans la catégorie "Best Female Pop Vocal Performance" des
Grammy Awards. 
Les paroles de la chanson parlent d'une jeune femme, qui laisse ses barrières émotionnelles de côté pour tomber amoureuse.

## Positions dans les hits-parades
| Chart (2003)                 | Meilleur position |
| ---------------------------- | ----------------- |
| Royaume-Uni                  | 6                 |
| Australie ARIA Singles Chart | 3                 |
| Autriche                     | 39                |
| Canada                       | 6                 |
| Irlande                      | 11                |
| Billboard Hot 100            | 9                 |
| Pays-Bas                     | 9                 |
| Suède                        | 25                |
| Suisse                       | 44                |

## Certifications
| Pays       | Certification |
| ---------- | ------------- |
| États-Unis | Or            |